# Milka-Kuh

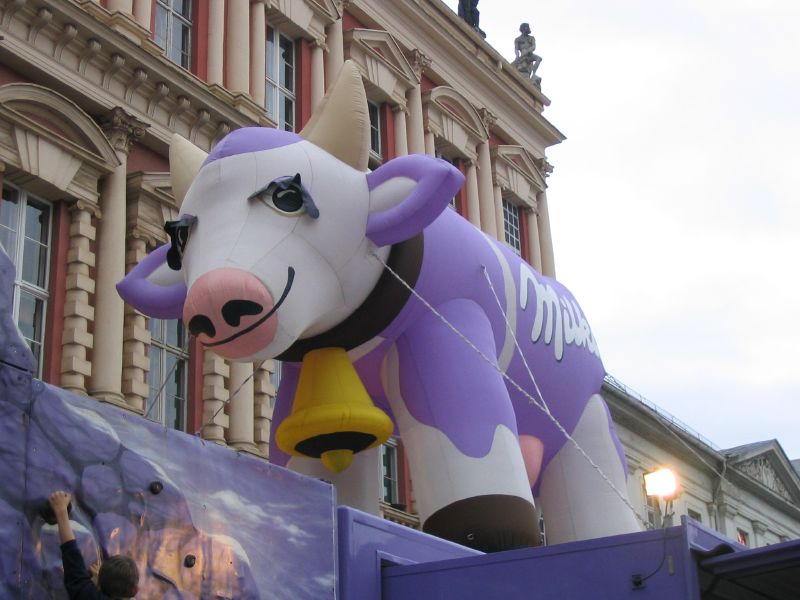
Milka-Kuh in Potsdam

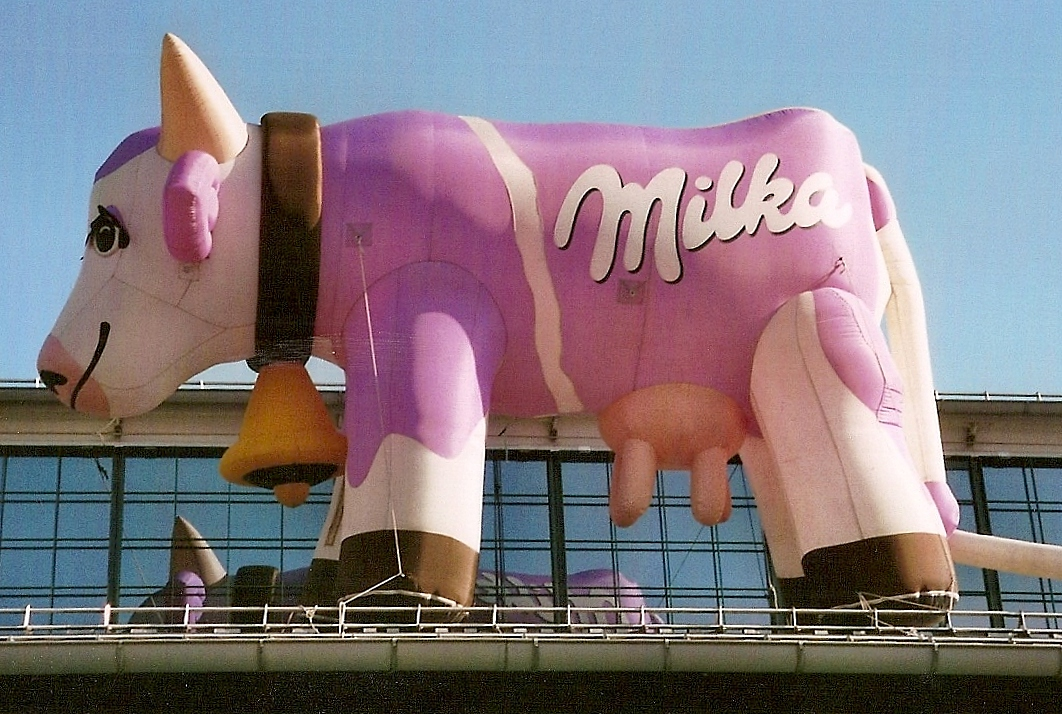
Milka-Promotion in München

Die Milka-Kuh ist eine hellviolett bemalte Kuh, die in Werbung für Schokolade der Marke Milka gezeigt wird und auch auf Verpackungen der Milka-Schokolade abgebildet ist.

## Ursprünge
Schon 1901 wurde auf einer Schokoladenverpackung der Firma Suchard eine Kuh abgebildet. Allerdings war zu dieser Zeit die Kuh noch weiß und nur der Hintergrund lila. 
1914 erschien in der Schweiz ein satirisches Pastiche auf eine Arbeit von Emil Cardinaux, das eine lila Kuh zeigte. 
Eine lila Kuh war schon im Jahre 1936 auf der Schokoladenverpackung der Böhme Schokoladen GmbH aus Delitzsch zu finden, verschwand aber nach dem Zweiten Weltkrieg. Der Schweizer Grafiker Herbert Leupin aus Basel war aus Anlass eines Plakatauftrags der Schokoladenfabrik Suchard 1952 der Erste, der die Marke Milka mit einer lila Kuh in Verbindung brachte.

## Werbespots
1972 wurde auf Anregung der Firma Young & Rubicam eine Werbekampagne mit einer per Schablone gefärbten lebenden Kuh entworfen; nicht nur die Kuh, sondern auch die Umgebung war dabei teilweise lila. Während in der ersten Printwerbekampagne viele andere Gegenstände wie Tannenbäume und Ballons lila waren, blieb auf Dauer die Lila Kuh lila. Der erste Werbespot, in dem die Milka-Kuh erschien, wurde 1973 gedreht, wofür die Agentur eine Gold-Auszeichnung erhielt.

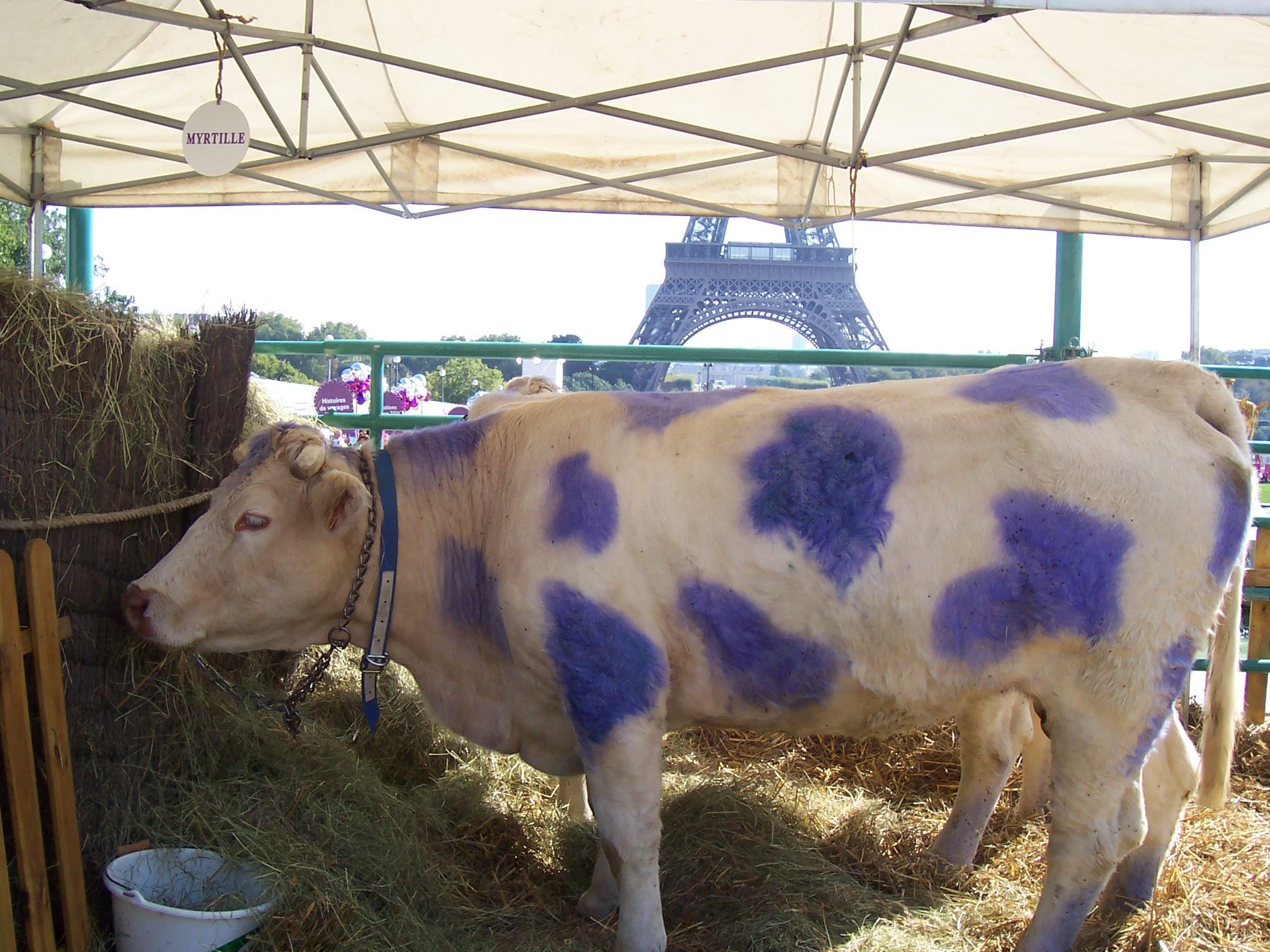
Lila eingefärbte Kuh in Paris

Ab dem ersten erfolgreichen Werbespot warb Milka grundsätzlich mit der lila gefleckten Kuh; eine Pause trat nur zwischen 1982 und 1984 ein, als man glaubte, die Kuhwerbung habe sich verselbständigt und werde gar nicht mehr auf die Schokolade bezogen.
Bis 2021 wurden 110 Werbespots mit der Milka-Kuh gedreht. Verwendet wurden für die Aufnahmen Kühe der Rasse Simmentaler Höhenfleckvieh; das erste tierische Modell war eine Kuh namens Adelheid, die von Werner Bokelberg aufgenommen wurde. 
Bekannt wurde besonders die Milka-Kuh-Darstellerin Schwalbe, die 1991 durch die empörte Öffentlichkeit vor der Schlachtung bewahrt wurde und von Suchard dann mit dem Gnadenbrot versorgt wurde. Zwei Jahre später wurde sie dann allerdings wegen eines Arthroseleidens ohne großes Echo in der Öffentlichkeit dennoch getötet. Wurden die Spots anfänglich immer im Simmental gedreht, wich man für den Weihnachtsspot 1996 für die Hintergrundaufnahmen nach Argentinien aus und montierte eine in Hamburg aufgenommene bayerische Kuh in den Film.

## Sonstiges
Die Milka-Kuh ist auch als Stofftier und Requisit für die Modelleisenbahn erhältlich.
In Titanic 7/1991 erschien ein Gemälde von Michael Sowa, das eine satirische Bearbeitung des Motivs der Milka-Kuh zeigt. Dargestellt wird ein Stier (oder Ochse) in der typischen Haltung der Milka-Kuh, der aber nicht lila und weiß, sondern in Schwarz und Gelb gefleckt gemalt wurde. Er trägt den Schriftzug „UHU“ auf der Seite, der aus der Werbung für den gleichnamigen Klebstoff bekannt ist. Man sieht, wie gerade ein großer Tropfen aus dem Maul des Stiers hängt, ähnlich wie dieser Klebstoff häufig aus der Tube tropft. Das Bild trägt den Namen: „Auf der Bühler Hochebene“.
Ihre Bekanntheit der lila Kuh wurde so groß, dass Mitte der 1990er-Jahre in Bayern in einem Schüler-Malwettbewerb mit ca. 40.000 Teilnehmern 30 % der Schüler die Farbe Lila für das Ausmalen einer Kuh wählten.